# Monroe (New Hampshire)
Monroe – miasto w Stanach Zjednoczonych, w stanie New Hampshire, w hrabstwie Grafton.